# متلازمة أندرمان
متلازمة أندرمان هي متلازمة نادرة جدا وراثية تصيب الأعصاب والتي تدمر الأعصاب المستخدمة في التحكم في العضلات أو ما يُعرف باعتلال الأعصاب المحيطية والأعصاب المسئولة عن الحس، كما أنها غالبا ما ترتبط بعدم تكوين الجسم الثفني.
وُصفت المتلازمة لأول مرة بواسطة إيفا أندرمان في عام 1972.

## الأعراض
تبدأ الأعراض في مرحلة الطفولة.
- نقص التوتر
- رخاوة
- الضمور العضلي
- عدم تكوين للجسم الثفني بدرجة متغيرة
- تأخر في النمو الجسمي والعقلي
- مشاكل نفسية بما في ذلك من الأوهام والكآبة والهلوسة والتوحد

## علم الوراثة
يورّث المرض بصورة متنحية. العديد من الجينات مرتبطة بالاضطراب، بما في ذلك جين SLC12A6.

## العلاج
لا يوجد حاليا أي علاج، ولكن يمكن علاج بعض الأعراض مثل مضادات الذهان لحل المشاكل النفسية.

## الاستجابة للعلاج
الاستجابة للعلاج سيئة. المرضى عادة ما يجلسون على كرسي متحرك في العشرينات من العمر ويموتون في الثلاثينات من العمر.

## الانتشار
تقديرات معدل الانتشار نحو 1/1,000,000 في جميع أنحاء العالم. ومع ذلك، فإنه هو أكثر شيوعا في السكان الكنديين الفرنسيين في ساغينيه ومناطق كيبيك، كندا، حيث يمتلك معدل انتشار نحو 1 في 2100 في ولادة حية ومعدل حامل بمعدل 1 في كل 23.

## وصلات خارجية
- Andermann syndrome at OMIM
- Andermann syndrome at Genetics Home Reference
- Andermann syndome at Orpha.net
- Andermann syndrome نسخة محفوظة 21 أكتوبر 2018 على موقع واي باك مشين. at GARD